# 2025년 KBO 리그
2025년 KBO 리그는 2025년 3월 22일부터 대한민국에서 개최 중인 KBO 리그의 44번째 시즌이며, 대한민국의 10개 프로 야구 구단들이 참가한다.

## 이전 시즌과의 차이
- NC 다이노스가 강인권 감독을 경질하고 이호준을 새 감독으로 선임했다.[1]
- 한화 이글스가 홈구장을 대전한화생명이글스파크에서 신축된 대전한화생명볼파크로 이전한다.[2]
- 자동 투구 판정 시스템(ABS)의 상단과 하단이 각각 0.6%포인트(180㎝ 선수 기준 약 1㎝) 내려갔다. 스트라이크 존의 좌우 폭은 기존과 동일하다.
- 더블헤더 미편성 기간이 기존 7~8월에서 6~8월로 확대된다
- 올스타 브레이크가 6일로 늘어난다.
- 피치 클락이 정식으로 도입된다. 투수는 주자가 없을 때 20초, 주자가 있을 때 25초 이내로 투구해야 한다. 타자는 33초 이내 타석에 들어서야 하며 타석당 타임아웃은 두 차례만 허용한다.  투구판 이탈 제한 규정은 적용되지 않는다. 이를 위반하면 투수는 볼, 타자는 스트라이크가 선언된다.[3]
- 정규시즌에 기존에 12회까지 진행했던 연장전이 11회로 축소되었다.
- 퓨처스리그 일부 구장에서 체크 스윙 비디오 판독을 실시한다. 홈플레이트 끝면과 수평인 선을 그어 배트가 선을 넘으면 헛스윙으로 판정한다.
- 더그아웃에 출입이 가능한 코치 엔트리가 기존 9명에서 10명으로 증원되지만, 증원된 인원은 전력분석코치 혹은 QC코치여야 한다.
- 포스트시즌에 경기 중단이 불가피한 경우 무조건 서스펜디드 게임이 선언되며, 모든 일정이 하루씩 순연된다.
- 퓨처스리그 챔피언 결정전 제도가 신설된다. 북부 리그와 남부 리그 1위팀이 단판 승부로 우승팀을 가린다.
- 창원NC파크 구조물 추락 사고로 인해 NC 다이노스는 4월 11일부터 4월 13일까지 3일간에 사직야구장을 임시 홈구장으로 사용했고, 정밀 안전검사 실시로 인한 5월 16일부터 5월 29일까지 울산문수야구장을 임시 홈구장으로 사용했다.

## 구단별 캐치프레이즈(슬로건)
- KIA 타이거즈 : 압도하라! V13 ALWAYS KIA TIGERS
- 삼성 라이온즈 : WIN OR WOW
- LG 트윈스 : 무적 LG! 끝까지 TWINS! 승리를 향해, 하나의 트윈스!
- 두산 베어스 : HUSTLE DOOGETHER TEAM DOOSAN 2025
- kt wiz : UP! GREAT KT
- SSG 랜더스 : NO LIMITS AMAZING LANDERS
- 롯데 자이언츠 : 투혼투지: 승리를 위한 전진
- 한화 이글스 : RIDE THE STORM
- NC 다이노스 : 거침없이 가자 LIGHT, NOW!
- 키움 히어로즈 : 도약 영웅의 서막

## 선수 이동

### 시즌 전

#### FA
- 장현식: (KIA → LG) FA이적
- 심우준: (KT → 한화) FA이적
- 엄상백: (KT → 한화) FA이적
- 허경민: (두산 → KT) FA이적
- 최원태: (LG → 삼성) FA이적
- 김강률: (두산 → LG) FA이적
- 우규민: Kt wiz
- 최정: SSG 랜더스
- 김원중: 롯데 자이언츠
- 구승민: 롯데 자이언츠
- 노경은: SSG 랜더스
- 김헌곤: 삼성 라이온즈
- 임정호: NC 다이노스
- 류지혁: 삼성 라이온즈
- 임기영: KIA 타이거즈
- 하주석: 한화 이글스
- 서건창: KIA 타이거즈
- 김성욱: NC 다이노스
- 이용찬: NC 다이노스

##### FA 보상선수
- 한승주 (한화 → KT): 심우준 FA 이적 보상선수
- 장진혁 (한화 → KT): 엄상백 FA 이적 보상선수
- 김영현 (KT → 두산): 허경민 FA 이적 보상선수
- 강효종 (LG → KIA): 장현식 FA 이적 보상선수
- 최채흥 (삼성 → LG): 최원태 FA 이적 보상선수

#### 군 입대 선수
- 정은원 : 한화 이글스→상무

#### 방출 선수
- 방출 선수
- 방출후 영입된 선수
  - 삼성 라이온즈: 홍현빈, 김태근
  - LG 트윈스: 심창민, 전경원
  - kt wiz: 최동환, 유호식
  - SSG 랜더스: 김수윤
  - 롯데 자이언츠: 박시영
  - NC 다이노스: 김진우
  - 키움 히어로즈: 장필준, 이우석, 강진성, 오선진, 김동엽

#### 은퇴 선수
- KIA 타이거즈 - 고명성, 임석진
- 삼성 라이온즈 - 김동진, 홍정우
- LG 트윈스 - 허도환
- 두산 베어스 - 권민석, 김재호, 서예일, 안승한
- kt wiz - 박경수, 신본기, 조용호
- SSG 랜더스 - 정성곤, 최경모, 추신수
- 롯데 자이언츠 - 강태율
- 한화 이글스 - 김강민, 이명기, 정우람
- NC 다이노스 - 오승택, 윤형준, 최우재
- 키움 히어로즈 - 김주형, 정찬헌

#### 트레이드
- 오원석 - 김민
- 정철원 , 전민재 - 김민석, 추재현, 최우인
- 조상우 -  26년 1라운드, 4라운드 지명권 + 10억

## 시범 경기
- 기간 : 3월 8일 ~ 3월 18일

## 정규 리그
- 기간: 3월 22일 ~ 8월 31일
- 잔여 경기 기간: 9월 1일 ~

### 월간 MVP
| 월    | 선수   | 소속          | 포지션 |
| ----- | ------ | ------------- | ------ |
| 3~4월 | 폰세   | 한화 이글스   | 투수   |
| 5월   | 최형우 | KIA 타이거즈  | 외야수 |
| 6월   | 감보아 | 롯데 자이언츠 | 투수   |
| 7월   | 안현민 | KT 위즈       | 외야수 |
| 8월   |        |               |        |
| 9월   |        |               |        |

## 올스타전
2025년 KBO 리그 올스타전은 7월 12일에 대전한화생명볼파크에서 열린다.

## 경기 중계
- TVING(유료 채널)
- KBS N 스포츠
- MBC 스포츠플러스
- SBS 스포츠
- SPOTV
- SPOTV2
- KBS 2TV(일부 경기)
- MBC TV(일부 경기)
- SBS TV(일부 경기)

### 와일드카드 결정전 중계
- 1차전 :
- 2차전 :

### 준플레이오프 중계
- 1차전 :
- 2차전 :
- 3차전 :
- 4차전 :
- 5차전 :

### 플레이오프 중계
- 1차전 :
- 2차전 :
- 3차전 :
- 4차전 :
- 5차전 :

### 한국시리즈 중계
- 1차전 :
- 2차전 :
- 3차전 :
- 4차전 :
- 5차전 :
- 6차전 :
- 7차전 :